# Søren Krogh
Søren Krogh (Lemvig, 19 aprile 1977) è un allenatore di calcio, dirigente sportivo ed ex calciatore danese, di ruolo centrocampista.

## Palmarès

### Giocatore

#### Competizioni nazionali
- Campionato danese: 2

Brøndby: 1997-1998, 2001-2002
- Coppa di Danimarca: 1

Brøndby: 1997-1998
- Supercoppa di Danimarca: 1

Brøndby: 1997

### Allenatore

#### Competizioni nazionali
- 1. Division: 1

Odense: 2024-2025